# Lucky Dime Caper
The Lucky Dime Caper starring Donald Duck es un videojuego de plataformas publicado en 1991 para Sega Master System y Game Gear, desarrollado por Sega bajo licencia de Disney. Posteriormente, Sega crearía nuevos juegos basados en el personaje del Pato Donald, como Quackshot (para la Sega Mega Drive), y Deep Duck Trouble (de nuevo para Master System y Game Gear).
El juego se basa en superar unas determinadas fases en diversos lugares del globo terráqueo, donde tiene que destruir a los amigos de la bruja Magical Spell que secuestró a los sobrinos de Donald, y les robó unas monedas de plata valiosas.

## Videojuegos relacionados
- (1990) Castle of Illusion Starring Mickey Mouse
- (1991) Quackshot Starring Donald Duck
- (1991) Fantasia Starring Mickey Mouse
- (1991) Lucky Dime Caper Starring Donald Duck
- (1992) Land of Illusion Starring Mickey Mouse
- (1992) World of Illusion Starring Mickey Mouse and Donald Duck
- (1993) Deep Duck Trouble Starring Donald Duck
- (1995) Legend of Illusion Starring Mickey Mouse

- Datos: Q3108122